# Município de Shemiranat

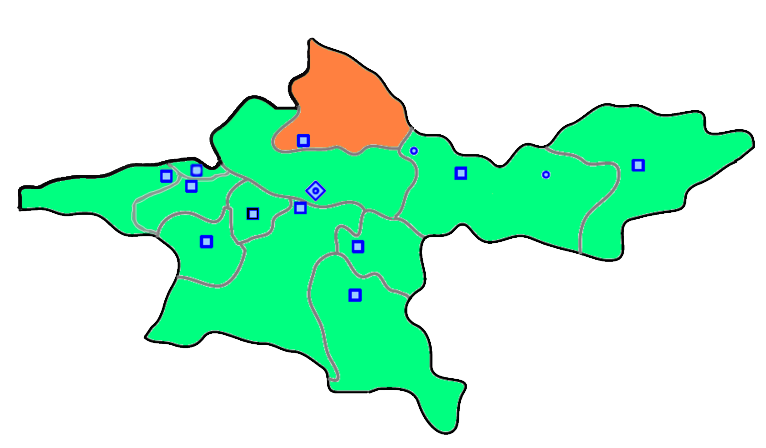
Localização do condado na província de Teerã

O município de Shemiranat (em persa: شمیرانات) é um município da província de Teerã, no Irã. Sua capital é a cidade de Shemiranat.